# Walter Rudolf Hess
Walter Rudolf Hess (Frauenfeld, 17 marzo 1881 – Locarno, 12 agosto 1973) è stato un medico e fisiologo svizzero.
Insegnò dal 1917 all'Università di Zurigo e nel 1949 vinse il premio Nobel per la medicina per la scoperta delle funzioni del tronco cerebrale e del suo ruolo nel sincronismo indipendente nei vari processi adempiuti dagli organi interni. Condivise il Nobel del 1949 con Egas Moniz.

## Vita
Walter Rudolf Hess nacque a Frauenfeld come il secondo di tre figli da Clemens Hess e Gertrud Hess. Suo padre la incoraggiò a perseguire una carriera scientifica e con lui condusse esperimenti nel suo laboratorio di fisica. Walter Rudolf iniziò a studiare medicina a Losanna nel 1899 e successivamente a Berlino, Kiel e Zurigo. Ottenne la laurea in medicina all'Università di Zurigo nel 1906 e si formò come chirurgo a Münsterlingen (nello stesso cantone della sua città natale, Frauenfeld) sotto Conrad Brunner (1859-1927).
Durante questo periodo sviluppò un viscosimetro, uno strumento atto a misurare la viscosità del sangue, e pubblicò la sua tesi nel 1906 intitolata "Zum Thema Viskosität des Blutes und Herzarbeit". Nel 1907, andò all'Università di Zurigo per studiare nell'équipe di Otto Haab, al fine di addestrarsi come oftalmologo e aprì il suo studio privato a Rapperswil. In questi anni sviluppò lo "schermo Hess" (che nei decenni successivi fu migliorato divenendo noto come schermo di Hess-Lancaster, sposò Louise Sandmeier e nel 1910 nacque la figlia Gertrud Hess. Nel 1913 nacque il figlio Rudolf Max Hess.
Nel 1912 lasciò il suo lucroso studio privato di oftalmologo e iniziò a fare ricerca scientifica sotto Justus Gaule (1849-1939), abilitandolo nel 1913 come Privatdozent (un titolo accademico che viene conferito in alcune università europee, in particolare nei paesi di lingua tedesca). I suoi principali interessi erano la regolazione del flusso sanguigno e il controllo della respirazione. Durante la prima guerra mondiale trascorse un anno presso l'Istituto di fisiologia dell'Università di Bonn nella équipe di Max Verworn. Nel 1916, Gaule andò in pensione e Hess divenne prima direttore ad interim del Dipartimento di Istituto di Fisiologia dell'Università di Zurigo e nel 1917 fu ufficialmente promosso a professore ordinario e direttore dell'istituto, fino al suo pensionamento nel 1951.
Negli anni '30 iniziò a mappare le parti del diencefalo che controllano gli organi interni eseguendo le sue ricerche sui gatti. Questi studi gli valsero il premio Nobel per la fisiologia e la medicina nel 1949. Hess contribuì anche a fondare la fondazione per la ricerca meteorologica Fondazione Internazionale per la ricerca alpina, stazione di Jungfraujoch nel 1930 e ne fu il direttore fino al 1937.
Egli fu anche noto per una sua campagna politica contro gli anti-vivisezionisti che volevano proibire la sperimentazione animale.
Hess si pensionò nel 1951, ma continuò a lavorare in un ufficio, lasciato a suo uso, all'università. Nel 1967, si trasferì ad Ascona e morì di infarto nel 1973 all'età di 92 anni a Locarno, in Svizzera. La sua vedova morì nel 1987.

## Attività di ricerca
Walter Rudolf Hess ha utilizzato tecniche di stimolazione cerebrale sviluppate alla fine degli anni '20, ricorrendo a elettrodi per stimolare il cervello in regioni anatomiche ben definite. Ciò gli ha permesso di mappare le regioni del cervello a specifiche risposte fisiologiche. Egli sviluppò una tecnica speciale che ha chiamò "stimolazione a corrente continua (DC) interrotta" basata su stimolazioni di lunga durata (in genere 12,5 o 25 ms) con pendenze ascendenti e discendenti molto brusche (simili a rampe). Gli stimoli utilizzati erano di potenziale elettrico piuttosto debole (circa 0,5-1,5 V) e inoltre di bassa frequenza (range 2-12 Hz, di solito 8 Hz); lo studioso ricorse anche all'utilizzo di elettrodi molto sottili con un diametro di 0,25 mm.
Hess scoprì che stimolando l'ipotalamo, poteva indurre comportamenti variabili dall'eccitazione all'apatia; a seconda della regione di stimolazione. Scoprì che poteva indurre diversi tipi di risposta quando stimolava l'ipotalamo anteriore (laterale) rispetto alla stimolazione dell'ipotalamo posteriore (ventromediale). Quando stimolava la parte anteriore poteva indurre la caduta della pressione sanguigna, il rallentamento della respirazione e alcune risposte come la fame, la sete, la minzione e la defecazione. D'altra parte, la stimolazione della parte posteriore comportava un'eccitazione estrema e un comportamento molto simile a quello di difesa.
Hess scoprì anche che con determinate stimolazioni poteva indurre il sonno nei gatti: questa fu una scoperta che, all'epoca, fu ritenuta dubbia e fonte di molte controversie, ma successivamente fu confermata da altre ricerche, tra cui quelle eseguite dal figlio Rudolf, Max Hess.

## Onorificenze
- Premio scientifico svizzero Marcel Benoist - 1932.[3]
- Dottorato onorario all'Università di Berna, Università di Ginevra, Università McGill, Università di Friburgo.[3]
- Premio Nobel per la Medicina e la Fisiologia - 1949[3]